# Medium Mark B
De Medium Mark B was een Britse middelzware tank uit de Eerste Wereldoorlog.

## Achtergronden
De eerste Britse tank, de Mark I, was voornamelijk het gezamenlijke werk geweest van luitenant Walter G. Wilson en de directeur van Metropolitan, William Tritton. In 1916 was de laatste echter na gesprekken met Albert Stern, de directeur van het Tank Supply Department, zelfstandig begonnen aan de bouw van de Whippet, een lichte (of in ieder geval middelzware) tank. Wilson werd daar buiten gelaten: het ontwerp was vermoedelijk van de ingenieur van Metropolitan, William Rigby (1889 - 1982). Wilson voelde zich enigszins gepasseerd en besloot zelf een betere tank te ontwikkelen. Dat was niet zo moeilijk, want de Whippet Mark A was een wat geïmproviseerd geval, in zekere zin niet meer dan een verkleinde Little Willy, in andere opzichten té geavanceerd.
In oktober 1917 begon Wilson, nu majoor, het ontwerpproces en in september 1918 kwam het eerste prototype klaar bij Metropolitan. Het ontwerp werd al eerder aanvaard voor productie, nadat men de ervaringen opgedaan met de Mark A had bestudeerd en 450 (later verhoogd tot 700) exemplaren werden besteld bij North British Locomotive te Glasgow, met latere productie bij Metropolitan, Coventry Ordnance Works en Patent Shaft & Axletree Company te Wednesbury. Er werd besloten voorlopig niet over te gaan tot productie van een Male - versie met een tweeponder (40 mm) kanon.

## Beschrijving
Hoewel ook deze tank nog de naam "Whippet" kreeg - dat was toen een soort algemene aanduiding voor snel(lere) tanks geworden - lijkt dit voertuig maar weinig op zijn lichte voorganger. Maar hij lijkt erg veel op een mini-uitvoering van de Mark VI, een zwáre tank. Ook hier het oude parallellogramvormige loopwerk van de zware tanks, een beetje afgerond aan de voorkant; zijdeuren die een soort minibarbettes vormen met machinegeweren; een gevechtskazemat annex bestuurderscabine (zij het meer vooraan) met vijf machinegeweren, twee aan de voorzijde en één in iedere andere kant. Wat ontbreekt is het kanon in het voorpantser; dat is hier, zeer modern, een enkele schuine plaat. In die tijd werd als meest gewaagde kenmerk wel de plaatsing van de tot V4 verkorte 100 pk Ricardo motor beschouwd: achter in een apart motorcompartiment. Er is een epicyclische transmissie met vier versnellingen. De tank doet zijn bijnaam bepaald geen eer aan want de maximumsnelheid bedraagt nog geen 10 km/u. Een brandstoftank van 386 liter verschaft een rijbereik van 105 kilometer. Het pantser is weliswaar licht, een halve inch dik (in feite tussen de 12,6 en 13,8 millimeter), maar de vrij ruime afmetingen van 6,94 meter lengte, 2,69 meter breedte en 2,59 meter hoogte zorgen toch voor een gewicht van 18,3 ton. Als eerste tank ter wereld kan de Mark B een rookgordijn leggen, door uit een reservoir boven de uitlaatpijp een oplossing met zwavelzuur te laten druppelen. Het geheel wordt bediend door vier man; aangezien er een chauffeur is, een commandant en een mecanicien, blijft er maar één man over om de zeven machinegeweren te bedienen! Het ontwerp is er dus op gericht niet een dure koepel maar deze schutter te laten ronddraaien.
Aangezien de tactische en strategische mobilteit minder zijn en de feitelijke vuurkracht niet veel groter is dan bij de Mark A, blijft er weinig over van Wilsons streven die tank te verbeteren. Alleen klimvaardigheid en overschrijdingvermogen (2,59 m) zijn duidelijk hoger.

## Operationele Geschiedenis
Toen de eerste tanks van de productielijn liepen, liep de oorlog zelf al tegen zijn eind. De bestelling werd geannuleerd, maar 102 stuks zijn er nog afgebouwd. Anders dan veel laat geproduceerde voertuigen verdwenen deze niet meteen naar de schroothandel, maar werden wegens hun modern karakter bij het Tankkorps in dienst genomen. Ze waren daar erg impopulair, juist door de moderne plaatsing van de motor. Die was van binnenuit zeer slecht te bereiken en het openschroeven van de dekplaten en uitnemen van de motor kostte vele uren werk. Het verhaal gaat dat de eerste technicus die vanuit de gevechtsruimte het motorcompartiment in wilde kruipen, muurvast kwam te zitten en pas na vele uren bevrijd kon worden nadat een kraan de motor uit de tank gehesen had. De rivaliserende middelzware tank van Tritton, de Medium Mark C, werd meer gewaardeerd.
Twee Medium B's deden bij het North Russian Tank Detachment mee aan een expeditie tegen de Sovjet-Unie; één daarvan werd ergens in de Baltische Staten achtergelaten; minstens één buitgemaakt exemplaar werd tot in de jaren dertig door het Rode Leger gebruikt. Begin jaren twintig waren de tanks in het Verenigd Koninkrijk al uitgefaseerd, het 17e Bataljon dat de onlusten in Ierland probeerde te bedwingen, gebruikte nog een aantal Medium B's.
Voor zover bekend zijn alle tanks van dit type verloren gegaan.

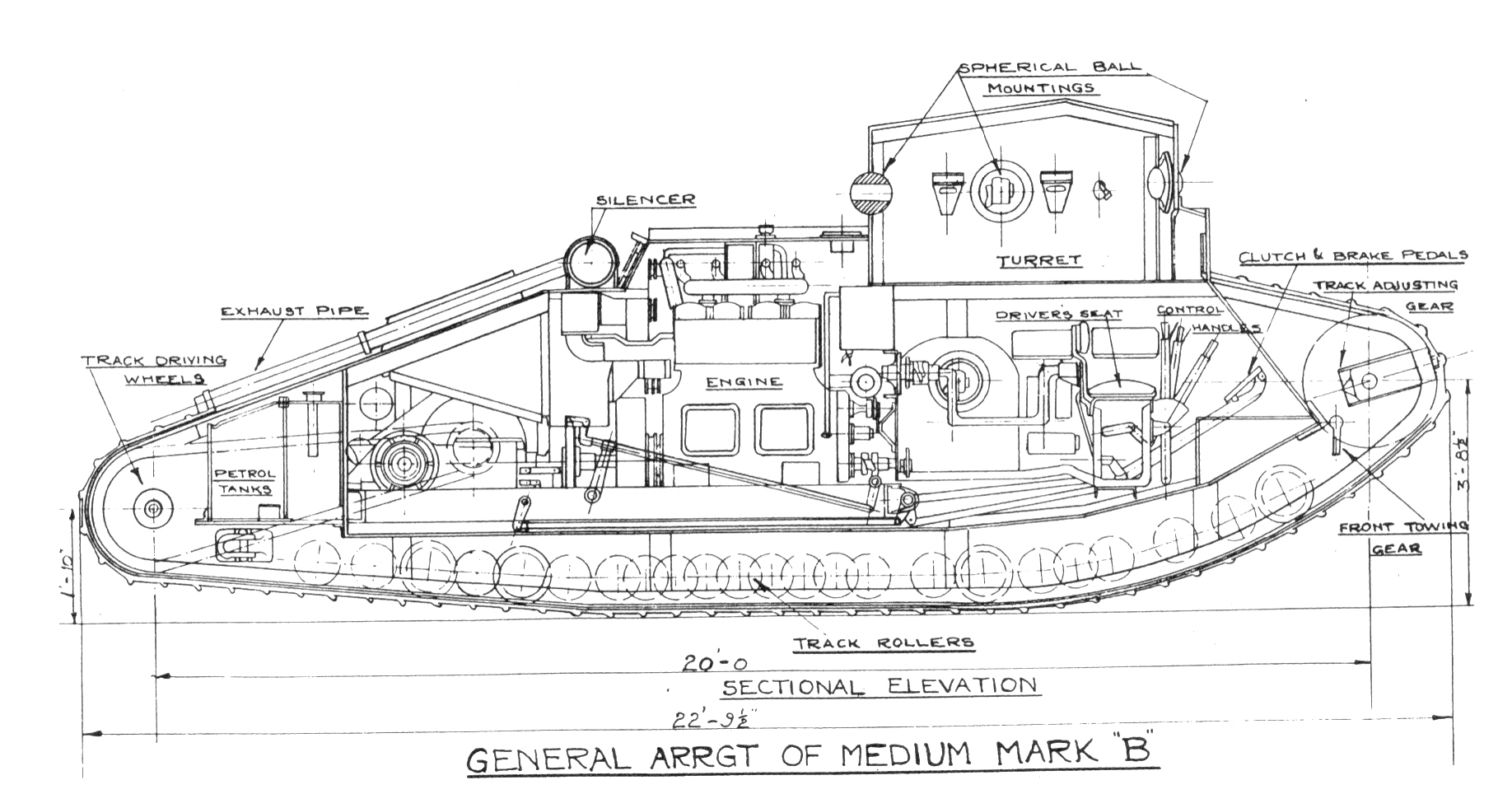
Oorspronkelijke tekening van het goedgekeurde bouwvoorstel van de Medium Mark B